# Lochmaeocles hondurensis
Lochmaeocles hondurensis är en skalbaggsart som beskrevs av Dillon 1946. Lochmaeocles hondurensis ingår i släktet Lochmaeocles och familjen långhorningar.
Artens utbredningsområde är Honduras. Inga underarter finns listade i Catalogue of Life.